# 體路
體路（英語：Sportsroad）是香港首間專責報導有關香港體育資訊的網站，成員包括徐飛（Faye）、徐嘉怡（Carrie）及數位香港體育記者。在一個不受任何限制的空間報導關於香港運動員的消息，旨在令香港讀者了解更多有關香港體壇的現況及發展。

## 簡介
於2013年1月成立，透過報導關於香港體壇的消息，從而增加普羅大眾對香港運動員的關注。而運動員則繼續努力備戰，在不同的比賽為香港爭取好成績，獲得廣大香港市民的認同。體路亦設有運動人物專訪、運動員親自撰寫的網誌及由運動相關的專業人士撰寫的專欄，能感受到體育的熱血、拼搏精神，為香港人帶來無窮的正能量。

## 內容
- 今日新聞
- 人物專訪
- 校園專區
- 影片專區
- 專欄文章
- 運動員網誌

## 外部連結
- 官方网站
- 體路的Facebook專頁
- 體路的Instagram帳戶